# Champigny-la-Futelaye
 Champigny-la-Futelaye  là một xã thuộc tỉnh Eure trong vùng Normandie miền bắc nước Pháp.